# Hermann Rehm
Hermann Rehm, född 14 april 1862 i Augsburg, död 15 augusti 1917 i Strassburg, var en tysk jurist.
Rehm blev extra ordinarie professor i Marburg 1891, ordinarie professor i Giessen 1893 och samma år i Erlangen samt 1903 i Strassburg. Han var framför allt verksam som författare på den allmänna statsrättens och statslärans samt handelsrättens områden.